# 치신루역
치신루역(중국어: 七莘路站)은 상하이 민항구 신좡진 구다이로 치신로, 즉 치바오진과 신좡진의 경계선에 위치한 상하이 지하철 12호선의 지하 섬식역으로, 2015년 12월 19일에 개통되었다.
건설 중인 자민선은 이 역을 지나며 앞으로 이 역에서 자민선으로 갈아탈 수 있다.

## 역 구조
| 지면층   | 출구                            | 2-6번 출구                            |
| 지하 1층 | 대합실                          | 고객센터, 자동매표기, 유인 안내데스크 |
| 지하 2층 | ←                               | ■12호선 하차 전용 승강장              |
| 지하 2층 | 섬식 승강장, 왼쪽 출입문이 열림 |                                       |
| 지하 2층 | →                               | ■12호선 진하이루 방면 (훙신루)        |

## 출구
|           |                                  |      |  |
| 출구 번호 | 출구 위치                        | 사진 |  |
| 1번 출구  | 치신로(七莘路), 구다이로(顾戴路) |      |  |
| 2번 출구  | 치신로, 구다이로                 |      |  |
| 3번 출구  | 슈보로(秀波路), 구다이로         |      |  |
| 4번 출구  | 슈보로, 구다이로                 |      |  |
| 5번 출구  | 슈보로, 구다이로                 |      |  |
| 6번 출구  | 구다이로                         |      |  |
| 7번 출구  | 슈보로                           |      |  |

## 같이 보기
- 상하이 지하철 12호선
- 상하이 지하철 자민선
- 민항구